# Pierre-Gilles Langevin
Pour les articles homonymes, voir Langevin et Famille Langevin.
Pierre-Gilles Langevin, né le 11 septembre 1755 à Falaise (Calvados) et mort le 19 août 1831 dans cette même ville, est un historien et ecclésiastique français, qui a été abbé de la ville de Falaise.

## Biographie
Né à Falaise dans le Calvados en 1755, l'abbé Langevin est l'auteur des Recherches historiques sur Falaise, éditées en 1814 aux éditions Brée l'Aîné, suivies d'un Supplément aux recherches historiques sur Falaise, édité en 1826. Il est aussi l'auteur d'un Discours sur la vertu, poème en cinq parties. 
Selon la Nouvelle biographie normande de Noémi Noire-Oursel (1847-1919), il annonça en 1791 à l'Académie des sciences son harpo piano vertical. On se reportera à ce sujet à l'avant-propos du Discours sur la vertu.
Il a collaboré avec François-Gabriel Brée (1760-1839), ainsi qu'avec Jean-Baptiste-Étienne-Élie Lenormand (1765-1832).
Il est mort à Falaise en 1831.

## Publications
- La Falaisienne, ou Abrégé historique en vers, avec notes sur plusieurs époques remarquables, concernant la ville de Falaise, 1826. Gallica
- Supplément aux Recherches historiques sur Falaise, 1826. Gallica
- Nouvelle classification des monuments celtiques des environs de Falaise, cités en tête des Recherches historiques sur l'antiquité de cette ville, et supplément à ces recherches, 1826. Gallica
- Recherches historiques sur Falaise, éditions Brée l'Aîné, 1814. Gallica
- Discours sur la vertu, poème en cinq parties, 1804. Gallica